# Megastigmus americanus
Megastigmus americanus är en stekelart som beskrevs av Milliron 1949. Megastigmus americanus ingår i släktet Megastigmus och familjen gallglanssteklar. Inga underarter finns listade i Catalogue of Life.